# Selezioni giovanili della nazionale maschile di pallacanestro d'Israele
Le selezioni giovanili della nazionale di pallacanestro d'Israele sono gestite dalla Federazione cestistica d'Israele e partecipano ai tornei cestistici internazionali per squadre nazionali, limitatamente a specifiche classi d'età.

## Universitaria
Rappresenta la selezione dei migliori atleti universitari della nazionale israeliana.

### Partecipazioni
- 1961 - 8°
- 1965 - 13°
- 1970 - 20°
- 1973 - 9°
- 2007 - 10°

- 2009 - 4°
- 2011 - 14°
- 2017 - 6°
- 2019 - 4°

### Formazioni
Israele universitaria - Pallacanestro alla XXVI Universiade - Torneo maschileEytan, Daniel, Reis, Pitsnon, Simhon, Bet Yosef, Eyal Shulman, Shoutvin, Harush, Jared Mintz, Jassar, Karni, All. -
 Israele universitaria - Pallacanestro alla XXIX Universiade - Torneo maschileAltit, Gershon, Artzi, Koulechov, Gutt, Szuchman, Sharon, Lev, Koperberg, Ginat, Danino, Ziv, All. Ariel Beit
 Israele universitaria - Pallacanestro alla XXX Universiade - Torneo maschile4 Sorkin, 5 Brisker, 6 Beni, 7 Gutt, 8 Leumi, 9 Menco, 10 Huber, 11 Koperberg, 12 Zalmanson, 13 Artzi, 14 Carreira, 15 Ziv,        All. -

## Under-21
Rappresenta i migliori giocatori di nazionalità israeliana di età non superiore ai 21 anni. Partecipa a tutte le manifestazioni internazionali giovanili di pallacanestro per nazioni gestite dalla FIBA.

### Partecipazioni
Mondiali Under-21
- 1993 - 9º
- 2001 - 7º
- 2005 - 10º

### Formazioni
Israele under 22 - Campionato mondiale maschile di pallacanestro Under-22 19934 Muchtary, 5 Baloul, 6 D. Cohen, 7 Cohen-Mintz, 8 Ashkenazi, 9 Adler, 10 Kattash, 11 Amisha, 12 Lahav, 13 E. Cohen, 14 Shelef, 15 Naaman,        All. Nahum Lewinsky
 Israele under 21 - Campionato mondiale maschile di pallacanestro Under-21 20014 Naor, 5 Nissim, 6 Gordon, 7 Ichaki, 8 Volfer, 9 Hazut, 10 Burstein, 11 Green, 12 Mizrahi, 13 Katz, 14 Kazarnovski, 15 Ohanon,        All. Yoram Harush
 Israele under 21 - Campionato mondiale maschile di pallacanestro Under-21 20054 Nir, 5 E. Eliyahu, 6 Ben-Chimol, 7 Lipshits, 8 Simin, 9 Halperin, 10 Kohanski, 11 Zagury, 12 Limonad, 13 L. Eliyahu, 14 Kazarnoski, 15 Ermichin,        All. Arik Shivek

## Under-20
Rappresenta i migliori giocatori di nazionalità israeliana di età non superiore ai 20 anni. Partecipa a tutte le manifestazioni internazionali giovanili di pallacanestro per nazioni gestite dalla FIBA.
Nel corso degli anni questa selezione ha subìto alcuni cambiamenti nel nome, dovuti agli adeguamenti nelle normative della FIBA in fatto di classificazione delle categorie giovanili.
Agli inizi la denominazione originaria era Nazionale Juniores, in quanto la FIBA classificava le fasce di età sotto i 22 anni con la denominazione "juniores". In seguito, denominazione e fasce di età sono state equiparate, divenendo Nazionale Under 22. Dal 2000, la FIBA ha modificato nuovamente il tutto, equiparando sotto la dicitura "under 20" sia denominazione che fasce di età. Da allora la selezione ha preso il nome attuale.

### Partecipazioni
FIBA EuroBasket Under-20
- 1992 - 4°
- 1994 - 5°
- 1996 - 9º
- 1998 - 10°
- 2000 -  2º

- 2002 - 10°
- 2004 -  2º
- 2005 - 4º
- 2006 - 12°
- 2007 - 6°

- 2008 - 10°
- 2009 - 15°
- 2013 - 15°
- 2014 - 7°
- 2015 - 10°

- 2016 - 12°
- 2017 -  2º
- 2018 -  1°
- 2019 -  1°
- 2022 - 4°

- 2023 -  2º

### Formazioni
Israele under 22 - Campionato europeo maschile di pallacanestro Under-22 19924 E. Baloul, 5 K. Baloul, 6 Goodes, 7 Marcus, 8 D. Cohen, 9 Cohen-Mintz, 10 Amisha, 11 Sheffer, 12 Katz, 13 E. Cohen, 14 Naaman, 15 Muchtary,        All. -
 Israele under 22 - Campionato europeo maschile di pallacanestro Under-22 19944 E. Baloul, 5 K. Baloul, 6 Cohen, 7 Cohen-Mintz, 8 Lahav, 9 Aharoni, 10 Kattash, 11 Sheffer, 12 Shelef, 13 Aloush, 14 Lev, 15 Muchtary, 16 Elimelech,        All. Nahum Lewinsky
 Israele under 22 - Campionato europeo maschile di pallacanestro Under-22 19964 Eyal, 5 Markovich, 6 Cohen, 7 Dotan, 8 Stein, 9 Tapiro, 10 Kattash, 11 Aloush, 12 Shelef, 13 Revah, 14 Saffar, 15 Dadon,        All. Pini Gershon
 Israele under 22 - Campionato europeo maschile di pallacanestro Under-22 19984 Kadosh, 5 Kozikaro, 6 Amon, 7 Gofer, 8 Stein, 9 Zenou, 10 Mossinson, 11 Sheinfeld, 12 Karo, 13 Revah, 14 Tamir, 15 Halag,        All. Moshe Sapir
 Israele under 20 - Campionato europeo maschile di pallacanestro Under-20 20004 Piccini, 5 Nissim, 6 Gordon, 7 Ichaki, 8 Volfer, 9 Kazarnovski, 10 Burstein, 11 Green, 12 Mizrahi, 13 Katz, 14 Lev, 15 Ohanon,        All. Yoram Harush
 Israele under 20 - Campionato europeo maschile di pallacanestro Under-20 20024 Maor, 5 Molnar, 6 Nanikashvili, 7 Limonad, 8 Pnini, 9 Recanati, 10 Itzhak, 11 Shaashoua, 12 Menashe, 13 Vizan, 14 Matta, 15 Marko,        All. Nitzan Wieger
 Israele under 20 - Campionato europeo maschile di pallacanestro Under-20 20044 Bargig, 5 Hirsh, 6 Ben-Chimol, 7 Lipshits, 8 Simin, 9 Halperin, 10 Kohansky, 11 Zagury, 12 Limonad, 13 Eliyahu, 14 Kazarnovski, 15 Ermichin,        All. Arik Shivek
 Israele under 20 - Campionato europeo maschile di pallacanestro Under-20 20054 Cohen, 5 E. Eliyahu, 6 Greenboim, 7 Hanochi, 8 Farhi, 9 Berkowitz, 10 Hirsh, 11 L. Eliyahu, 12 Ben-Chimol, 13 Kazarnovski, 14 Nir, 15 Hakmon,        All. Yaakov Gino
 Israele under 20 - Campionato europeo maschile di pallacanestro Under-20 20064 Assaf, 5 Matalon, 6 Hanochi, 7 Golan, 8 Farhi, 9 Berkowitz, 10 Nir, 11 Kadir, 12 Ohayon, 13 Gur Arie, 14 Bouchman, 15 Cohen,        All. Yaakov Gino
 Israele under 20 - Campionato europeo maschile di pallacanestro Under-20 20074 Assaf, 5 Snir Hutnik, 6 Eliahu, 7 Matalon, 8 Asante, 9 Mekel, 10 Dunne, 11 Kadir, 12 Ohayon, 13 Casspi, 14 Gur Arie, 15 Bukra,        All. Yaakov Gino
 Israele under 20 - Campionato europeo maschile di pallacanestro Under-20 20084 Stolero, 5 Daniel, 6 Ronen, 7 Gonshor, 8 Shoutvin, 9 Mekel, 10 Brandwein, 11 Asante, 12 Brenner Ackerman, 13 Bukra, 14 Lioutrine, 15 Pitshon,        All. Ariel Beit Halahmy
 Israele under 20 - Campionato europeo maschile di pallacanestro Under-20 20094 Simhon, 5 Daniel, 6 Ventura, 7 Pitshon, 8 Shoutvin, 9 Reis, 10 Ariely, 11 Shiran, 12 Karpelesz, 13 Skverer, 14 Rub, 15 Aidan,        All. Ariel Beit Halahmy
 Israele under 20 - Campionato europeo maschile di pallacanestro Under-20 20134 Maayan, 5 Ariel, 6 Elias-Pour, 7 Abramovich, 8 Solomon, 9 Altit, 10 Menco, 11 Ginat, 12 Mayor, 13 Dawson, 14 Gutt, 15 Koulechov,        All. Sharon Drucker
 Israele under 20 - Campionato europeo maschile di pallacanestro Under-20 20144 Szuchman, 5 Sharon, 6 Ariel, 7 Gutt, 8 Kikus, 9 Mor, 10 Geffen, 11 Segev, 12 Menco, 13 Zalmanson, 14 Ginat, 15 Koulechov,        All. Sharon Drucker
 Israele under 20 - Campionato europeo maschile di pallacanestro Under-20 20154 Weisz, 5 Sorkin, 6 Segev, 7 Sharon, 8 Szuchman, 9 Mor, 10 Leumi, 11 Segal, 12 Danino, 13 Zalmanson, 14 Ziv, 15 Levi,        All. Dan Shamir
 Israele under 20 - Campionato europeo maschile di pallacanestro Under-20 20164 Artzi, 6 Sharp, 7 Danino, 8 Moshe, 9 Leumi, 11 Shokroun, 12 Blatt, 13 Huber, 15 Leshem, 18 Aviram, 23 Koperberg, 33 Flaisher,        All. Dan Shamir
 Israele under 20 - Campionato europeo maschile di pallacanestro Under-20 20174 Artzi, 6 Beni, 7 Ruina, 11 Moshkovitz, 12 Blatt, 13 Huber, 14 Rabinowitz, 18 Sapir, 22 Navon, 23 Koperberg, 25 Natsia, 50 Zoosman,        All. Oded Kattash
 Israele under 20 - Campionato europeo maschile di pallacanestro Under-20 20183 Kravits, 5 Brisker, 6 Beni, 7 Ruina, 8 Avdija, 10 Flaisher, 11 Moshkovitz, 18 Adam, 21 Avivi, 22 Shabat, 33 Chachashvili, 50 Zoosman,        All. Ariel Beit Halahmy
 Israele under 20 - Campionato europeo maschile di pallacanestro Under-20 20193 Kravits, 8 Avdija, 12 Amir, 13 Malka, 17 Porat, 18 Adam, 21 Avivi, 22 Suss, 24 Alber, 41 Madar, 44 Hanochi, 87 Levinson,        All. Ariel Beit Halahmy
 Israele under 20 - Campionato europeo maschile di pallacanestro Under-20 20224 Butler Burg, 5 Levin, 6 Paretsky, 10 Gat, 13 Aharoni, 14 Dovrat, 16 Zipper, 19 Agyeyev, 23 Tal, 24 Rinski, 35 Dror, 77 Levy,        All. Oren Aharoni
 Israele under 20 - Campionato europeo maschile di pallacanestro Under-20 20231 Wolf, 2 Goyte, 5 Levin, 7 Harel, 10 Dror, 11 Aizik, 13 Mintz, 16 Zipper, 20 Sommerfeld, 23 Gol, 24 Berman, 31 Yaacov,        All. Elad Hasin

## Under-18
Rappresenta i migliori giocatori di nazionalità israeliana di età non superiore ai 18 anni. Partecipa a tutte le manifestazioni internazionali giovanili di pallacanestro per nazioni gestite dalla FIBA.
Agli inizi la denominazione originaria era Nazionale Cadetti, in quanto la FIBA classificava le fasce di età sotto i 18 anni con la denominazione "cadetti". Dal 2000, la FIBA ha modificato il tutto, equiparando sotto la dicitura "under 18" sia denominazione che fasce di età. Da allora la selezione ha preso il nome attuale.

### Partecipazioni
FIBA EuroBasket Under-18
- 1968 - 7°
- 1972 - 4°
- 1974 - 11°
- 1976 - 8°
- 1980 - 7°

- 1982 - 9°
- 1988 - 10°
- 1992 - 5°
- 1994 - 10°
- 1998 - 6°

- 2000 - 10°
- 2002 - 6°
- 2004 - 8°
- 2005 - 7°
- 2006 - 11°

- 2007 - 11°
- 2008 - 10°
- 2009 - 15°
- 2016 - 15°
- 2022 - 8°

## Under-16
Rappresenta i migliori giocatori di nazionalità israeliana di età non superiore ai 16 anni. Partecipa a tutte le manifestazioni internazionali giovanili di pallacanestro per nazioni gestite dalla FIBA.
Agli inizi la denominazione originaria era nazionale Allievi, in quanto la FIBA classificava le fasce di età sotto i 18 anni con la denominazione "allievi". Dal 2000, la FIBA ha modificato il tutto, equiparando sotto la dicitura "under 16" sia denominazione che fasce di età. Da allora la selezione ha preso il nome attuale.

### Partecipazioni
FIBA EuroBasket Under-16
- 1971 - 6°
- 1973 - 6°
- 1975 - 11°
- 1977 - 11°
- 1981 - 8°

- 1985 - 7°
- 1987 - 9°
- 1989 - 7°
- 1991 - 6°
- 1993 - 8°

- 1995 - 8°
- 1997 -  3°
- 2001 - 9°
- 2003 - 10°
- 2004 - 11°

- 2005 - 9°
- 2006 - 7°
- 2007 - 11°
- 2008 - 11°
- 2009 - 13°

- 2010 - 15°
- 2015 - 15°
- 2017 - 11°
- 2018 - 10°
- 2019 - 11°

- 2022 - 5°